# Iuri Havrilov
Iuri Havrilov   (Donetsk, 27 de febrer de 1967 - 5 de maig de 2021) va ser un jugador d'handbol ucraïnès que va competir durant les dècades de 1980 i 1990.
El 1992 va prendre part en els Jocs Olímpics de Barcelona, on guanyà la medalla d'or en la competició d'handbol amb l'Equip Unificat. En el seu palmarès també destaca una medalla de plata al Campionat del Món d'handbol de 1990 amb la selecció soviètica.